# لارس سیمونسن
لارس سیمونسن (دانمارکی: Lars Simonsen؛ زادهٔ ۱۹ سپتامبر ۱۹۶۳) بازیگر اهل دانمارک است. 
از فیلم‌ها یا برنامه‌های تلویزیونی که وی در آن نقش داشته است می‌توان به پله فاتح و میله اشاره کرد.